# Pont Vell de Manresa
El Pont Vell travessa el riu Cardener a l'entrada sud-oest de Manresa (Bages), declarat bé cultural d'interès nacional. El pont ha sofert diverses destruccions. Es tracta de la reconstrucció fidel d'un pont medieval també reconstruït el segle xii, del qual només es conserven les bases de l'arc central. El pont, que va ser destruït el 1939 i refet entre els anys 1960 i 1962, dibuixa vuit arcs de mig punt amb una alçada màxima de 25 m sobre el cabal del riu. Amb la Seu i la Cova de Sant Ignasi, formen la silueta més característica de la ciutat.

## Descripció
El Pont Vell de Manresa, aixecat sobre el riu Cardener, es troba a l'entrada de la ciutat, de la qual constitueix una de les siluetes més clàssiques. És un pont romànic de vuit arcs de mig punt, un dels quals va ser mig tapiat en construir-se la carretera d'Esparreguera, a la dreta del riu. Té uns 113 m de longitud, 3'60 m d'ample i 25 m d'alçada màxima sobre el nivell del llit del riu. Té la clàssica silueta d'esquena d'ase de molts ponts medievals, amb l'arc central més esvelt, de tradició romana, i els altres en degradació simètrica a cada banda. A tots dos costats de l'arc principal hi ha una finestra o arc de descàrrega, per tal d'oferir menys resistència en cas de riuada. Els pilars de talla-aigües o angles avançats, no arriben fins a les baranes del pont sinó que s'aturen a l'arrancada dels arcs. Fet amb carreus de pedra.

## Història

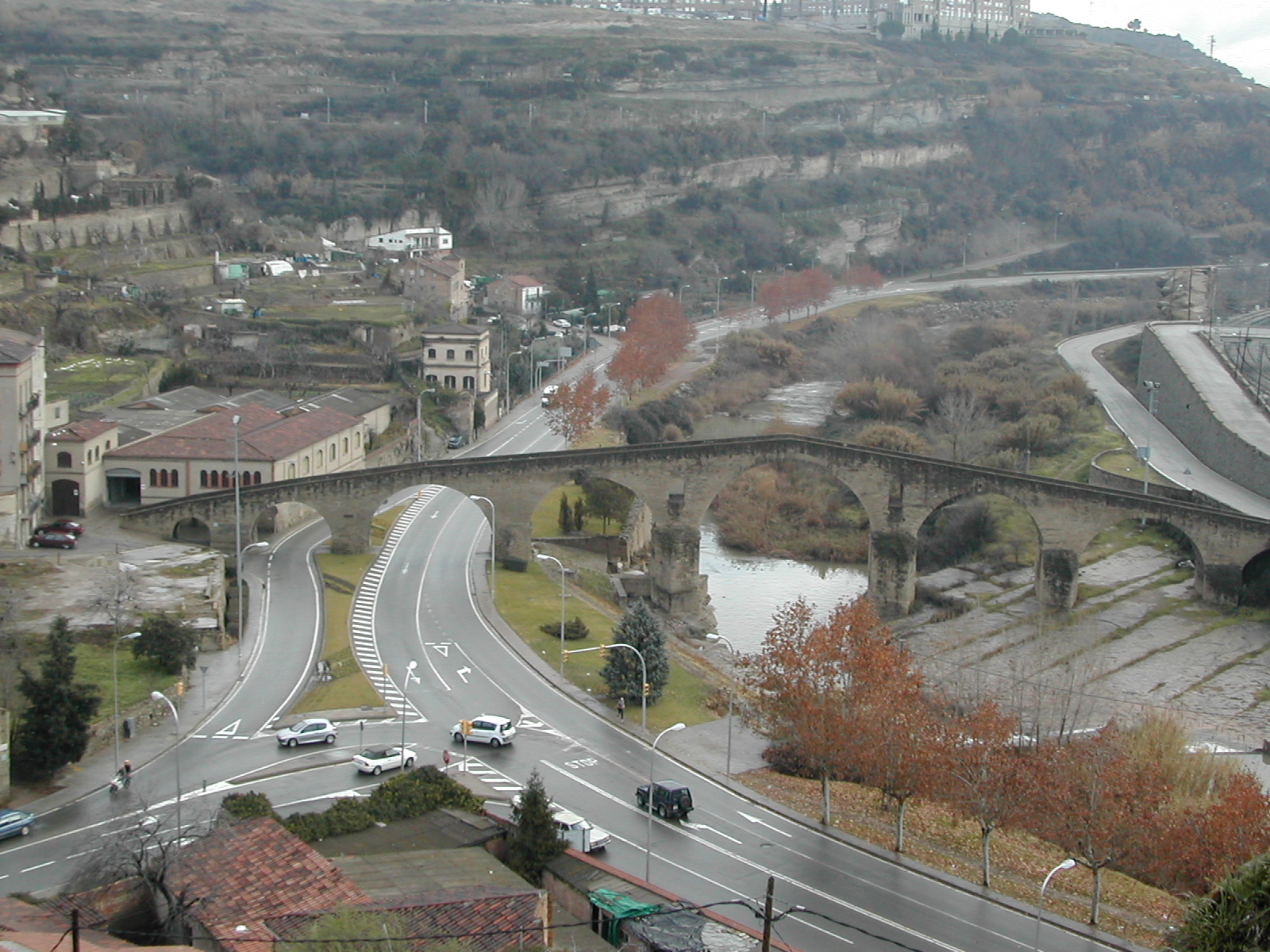
Pont Vell

El pont es deuria fer al pas del segle xiii al XIV, sobre un antic pont romànic del segle xii, del qual es veuen les bases en els fonaments de l'arc central. S'ha dit, sense cap versemblança que el pont romànic fou aixecat al lloc d'un antic pont romà del Baix Imperi, del qual hauria aprofitat els fonaments. És, en tot cas, el pont més antic de la ciutat, i és a partir del segle xiv, quan se'n fan d'altres, que comença a ser designat com a Pont Vell.
Destruït en part al final de la guerra civil (24 de gener de 1939), l'arquitecte J. Pons Sorolla, de la direcció general d'Arquitectura, en restaurà els arcs centrals en els anys 1960-62, i el tornà a deixar en el seu estat originari. La recent demolició d'un edifici situat al seu costat sud-est permet avui dia la seva plena contemplació.